# Kitty, Daisy & Lewis
Kitty, Daisy & Lewis é uma banda britânica constituída pelos artistas Kitty Durham, Lewis Durham e Daisy Durham, três irmãos. A banda teve origem em Londres, Inglaterra, no ano de 2005. Sua música está fortemente enraizado nas ascendências do rockabilly, R&B, swing, música country, blues e rock and roll. O seu estilo de música aproxima-se ao Rockabilly Revival, ao country da época e à primeira geração de blues. A banda tem como principais referências os músicos, Louis Jordan, Louis Prima, Louis Armstrong, Ray Charles, Muddy Waters, Elvis Presley, Johnny Cash, Sam Cooke entre outros.
Os irmãos compartilham os instrumentos musicais, alternando os seus papeis em cada música, enquanto vocalistas e instrumentistas. Kitty Durham (19 anos em 2012), a mais jovem do grupo, avém-se geralmente na voz, na Harmónica, bateria ou percussão, cavaquinho, banjo, trombone e guitarra. Lewis Durham (22 anos em 2012) canta ocasionalmente, toca guitarra, guitarra elétrica, piano, banjo, e bateria o percussão. A Daisy Burham (de 24 anos em 2012), a mais velha do grupo, é vocalista, sendo que também desempenha o papel de baterista, na percussão, piano, acordeão e xilofone. Os seus pais (Graeme Durham e Ingrid Weiss) participam casualmente na guitarra rítmica e contrabaixo.
A banda não utiliza qualquer gravação digital das suas músicas, tudo é realizado de forma analógica. Lewis, um fã de vinil, desenvolve as gravações de suas músicas em formatos totalmente obsoletos. Isto, e a sua afeição pela música vintage impulsionaram-no à publicação de um conjunto A to Z - Kitty, Daisy & Lewis - The Roots of Rock 'n' Roll, o qual foi nomeado álbum do ano de 2007 pelo jornal britânico The Guardian (1821).

## Biografia
Nascidos numa família em que os seus pais consideravam a música uma arte indispensável, tornando-a parte do seu dia-a-dia, Kitty, Daisy e Lewis desde cedo principiaram a aprendizagem de inúmeros instrumentos. O pai dos três artistas musicais, Graeme Durham, é um guitarrista e engenheiro, chefe no The Exchange Recordings, um dos melhores estudios de gravação de Londres, a mãe, Ingrid Weiss, havia tocado bateria no grupo de punk rock, RainCoats.

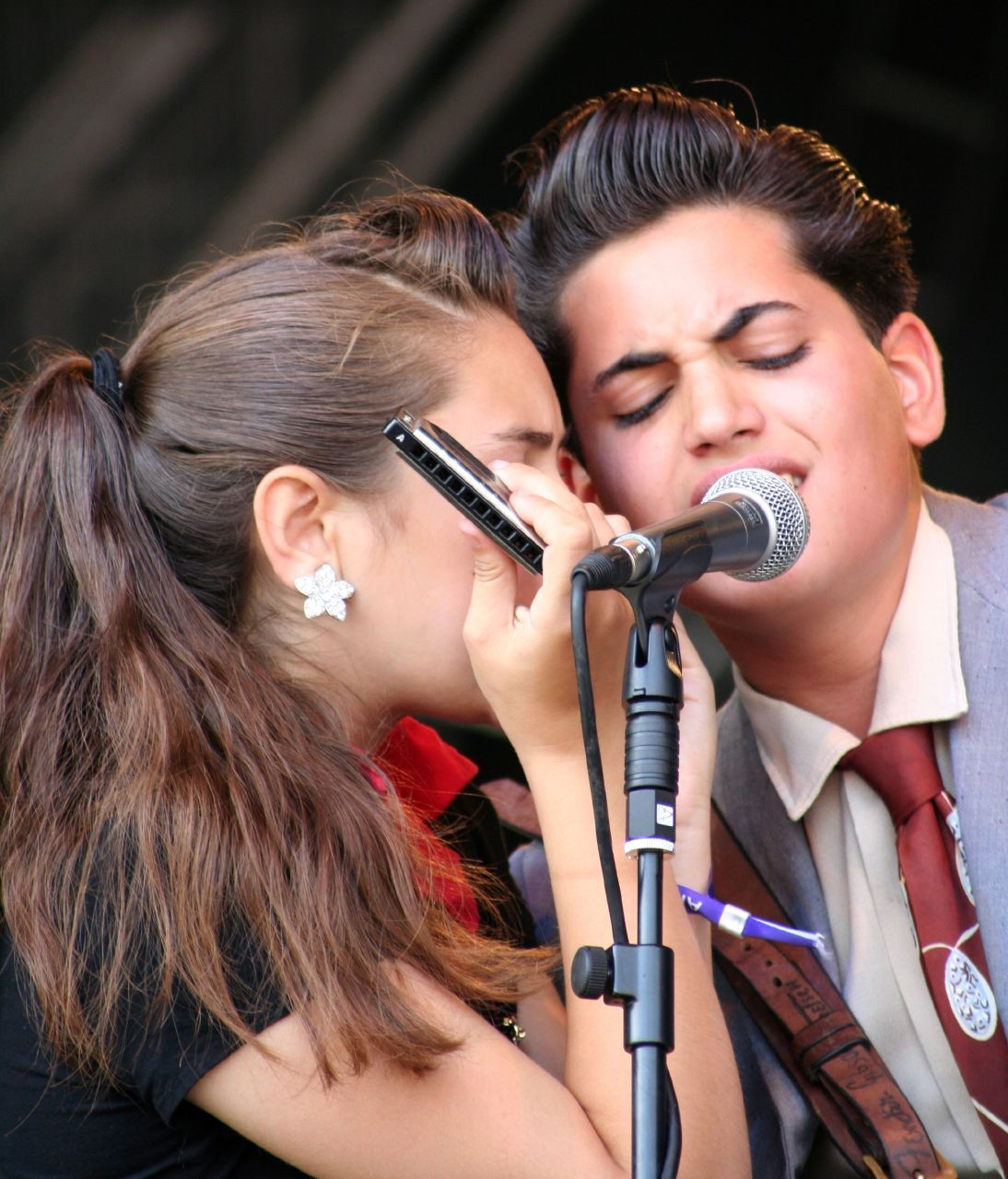
Kitty, Daisy & Lewis

Em 2002, Lewis e Kitty, enquanto participavam numa sessão dos The Arlenes juntamente com os seus pais, foram convidados a associarem-se ao grupo, tocando a música Folsom Prison Blues, onde Lewis tomou o papel no Banjo e Kitty na percussão. Foi então que surgiu a ideia de formar uma banda.
Uma outra oportunidade de sobrevirem enquanto músicos emergiu, quando Big Steve (membro dos The Arlenes) tocou no pub dos Durham, e Kitty e Lewis repetiram a experiência de subir ao palco onde, desta vez, Daisy com o desejo de fazer também parte, acompanhou-os no acordeão. Rapidamente aprendeu três acordes e assim repetiram a mesma música anteriormente considerada - Folsom Prison Blues.
Houve uma terceira vez em que os irmãos tocaram com Big Steve. Kitty havia sido vocalista e guitarrista, Lewis com a sua primeira guitarra Gretsch e Daisy definindo o ritmo com um Chimbau (prato de choque em Portugal), tocaram Mean Son of a Gun, o qual mais tarde passaria a ser o seu segundo single. Entretanto, seguros do sucesso, decidiram definitivamente formar a sua própria banda.
Os irmão recrutaram os seus país, Ingrid e Graeme, com o propósito de alcançarem o estilo de música por eles desejado. Kitty, Daisy e Lewis demonstraram um enorme talento, com a reminiscência de uma época passada, onde o rockabillys, blues, música country etc. foram os ideais que constituíram o estilo empregue pelo grupo. Estes, começaram a tornarem-se famosos no mundo do country na Inglaterra. Assim, foi-lhes instigada a ideia de gravar o seu primeiro single num estúdio em sua casa, Honolulu Rock, quando Kitty tinha apenas doze anos, Lewis quatorze e Daisy dezasseis. Um ano depois, foi lançado o seu segundo single, Mean Son of a Gun, o qual foi publicado num formato de 7 polegadas, 45 rpm e ainda uma edição limitada de 10 polegadas com formato de 78 rpm. O terceiro single foi publicado em junho de 2008, Going Up the Country, encarado como um perfácio ao seu primeiro álbum, que havia sido colocado à venda pouco tempo depois.
A banda participou em festivais como o Bestival em 2006, 2007 e 2008, assim como o Glastonbury em 2007 e 2008, e haviam sido abertura para Jools Holland, Billy Bragg, Mark Ronson e Razorlight no Earls Court Arena em Londres. Em 2009 realizaram uma digressão na América do Norte juntamente com os Coldplay.
Foram apresentados em 2009 no Primavera Sound, em Barcelona, no Rock Am Ring & Rock Im Park, na Alemanha, e Lowlands, na Holanda. Em julho de 2010, tocaram na quinta-feira à noite no Latitude Festival, numa noite temática [[The Blues Brothers. Em agosto de 2010, participaram no festival Belladrum Tartanheart. A banda apresentou-se enquanto abertura para Phish no The Gorge fora de Seatle.

## Aparições na mídia
A banda aparece no filme de 2009 Last Chance Harvey, com a música Mean Son of a Gun. O grupo teve também sua aparição no fime alemão Dinosaurier, dirigido po Leander Haußmann, que estreou na véspera de Natal de 2009. Este contou com quatro das suas músicas do álbum de estréia.
O seu álbum de 2008, Kitty, Daisy & Lewis, recebeu um positiva crítica por parte de The Times que disse: the vibe is irresistible. Os seus single (Baby) Hold Me Tight e Blues Buggin foram lançados em Dezembro de 2008. Going Up the Country foi também utilizada nos créditos finais do filme Welcome to the Rileys, assim como no filme Beautiful Kate.

## Discografia

### Álbuns
- A-Z of Kitty, Daisy & Lewis: The Roots Of Rock 'n' Roll (2007)
- Kitty, Daisy & Lewis (2008) Sunday Best UK #149[6]
- Kitty, Daisy & Lewis (2009) DH Records (US Release)
- Smoking in Heaven (2011) UK #145,[7] AUS #96[8]

### Kitty, Daisy & Lewis
O seu primeiro álbum com o mesmo nome do grupo, foi lançado a 28 de julho de 2008, com o dístico Sunday Best. Em CD e Vinil de 12 polegadas e 78 rpm, foi algo que não era já visto por mais de cinquenta anos.
| Nº | Lista                   | Duração |
| -- | ----------------------- | ------- |
| 1  | Going Up the Country    | 3:18    |
| 2  | Buggin' Blues           | 4:09    |
| 3  | Polly Put the Kettle On | 2:56    |
| 4  | Honolulu Rock-A-Roll-A  | 2:02    |
| 5  | I Got My Mojo Working   | 3:28    |
| 6  | Mean Son of a Gun       | 2:37    |
| 7  | Hillbilly Music         | 3:12    |
| 8  | Mohair Sam              | 3:13    |
| 9  | Ooo Wee                 | 2:43    |
| 10 | Swinging Hawaii         | 1:52    |

Embora nove das dez músicas sejam covers, o álbum teve um grande sucesso, sendo classificado com 4/5 pelos The Guardian e The Times. Buggin Blues  foi escrito por Lewis, de acordo com o estilo de todo o álbum.A música surgiu como single  a (Baby) Hold Me Tight, escrita pela sua irmã Kitty.

### Smoking in Heaven
| Nº | Lista                       | Duração |
| -- | --------------------------- | ------- |
| 1  | Tomorrow                    | 4:22    |
| 2  | Will I Ever                 | 3:06    |
| 3  | Baby Don´t Now About        | 5:32    |
| 4  | Don´t Make A Fool Out Of Me | 3:54    |
| 5  | I´m Going Back              | 3:33    |
| 6  | Paan Man Boogie             | 4:10    |
| 7  | Messing With My Life        | 4:45    |
| 8  | What Quid?                  | 7:31    |
| 9  | You´ll Soon Be Here         | 2:27    |
| 10 | I´m So Sorry                | 4:23    |
| 11 | You´ll Be Sorry             | 3:33    |
| 12 | I´m Coming Home             | 4:24    |
| 13 | Somoking In Heaven          | 8:47    |

Smoking in Heaven é um álbum em formato CD, Digipack. Foi lançado em 2011, na Europa. Gravado pela Sunday Best Recordings assim como no álbum Kitty, Daisy & Lewis, o álbum apresenta um género de música Rock e Blues num estilo Rock and roll, Ska e Rockabilly.

### Singles
| Singles                              | Ano  |
| ------------------------------------ | ---- |
| Honolulu Rock and Roll               | 2005 |
| Mean Son Of A Gun                    | 2006 |
| Going Up The Country                 | 2008 |
| (Baby) Hold Me Tight e Buggin' Blues | 2008 |
| I´m So Sorry /I´m Going Back         | 2011 |
| Messing with my Life                 | 2011 |
| Don´t Make a Fool out of Me          | 2011 |

Todos eles editados em formato vinil.